# Universitäten in Australien
Mit Stand 5/2020 existieren 43 Universitäten in Australien, darunter 40 australische, zwei internationale und eine private Spezialuniversität. Die größte ist die Monash University in Melbourne mit 86.000 Studierenden und die kleinste Universität ist die Bond University in Gold Coast  mit rund 5.600 Studierenden (jeweils Stand 2020). In den Qualitätsrankings ragen die Australian National University in Canberra, die von Melbourne und die University of Queensland in Brisbane heraus.

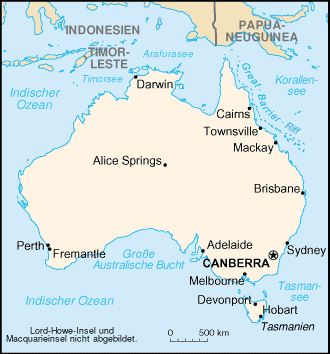
Übersichtskarte von Australien

## Studium
Die australischen Hochschulen sind im Wesentlichen autonom, gleichwohl werden sie vom AQF (Australian Qualifications Framework) der australischen Regierung überwacht. Das AQF ist darüber hinaus auch für Wechsel innerhalb der 10 Level des Studiensystems sowie die Anerkennung ausländischer Studienleistungen zuständig.
Die Universitäten bieten sowohl auf der allgemeineren Undergraduate- als auch auf der vertiefenden (Post-)Graduate-Ebene akademische Abschlüsse an. Das System für das Universitätsstudium entspricht im Wesentlichen dem britischen. Den Bachelor kann man nach frühestens drei Jahren erlangen. Daran schließt sich das ein- bis zweijährige Master-Studium an. Der höchste Abschluss ist der Ph.D.
Die berufliche Ausbildung hingegen erfolgt an den staatlich finanzierten TAFE (Technical and Further Education) Colleges oder den privat-beruflichen Colleges (VET). Fachspezifische Kurse werden zudem von den Private und Special Colleges angeboten.
Nach zwei Studienjahren kann ein erster Abschluss, das Diploma bzw. Associate Diploma, erworben werden; ein weiteres Jahr führt zum Advanced bzw. Undergraduate Diploma. Das Bachelor-Studium dauert je nach Studienfach, Schwerpunkt und Universität drei bis fünf Jahre. Studierende, die ein Bachelor-Studium mit sehr guter Note abschließen erwerben eine akademische Auszeichnung, z. B. First class-Honours. Eine Honours-Auszeichnung darf nicht mit dem akademischen Grad „Bachelor (with) Honours“ verwechselt werden, der nach einem abgeschlossenen Bachelor mit exzellenter Note erworben werden kann. Dieser „postgraduale“ Abschluss mit einer Studiendauer von mindestens einem Jahr verlangt Kurse auf Master-Level und eine lange „high Research“ Thesis. Er berechtigt direkt zum Ph.D. oder zu einem „very high Research“ Master. Nach dem Bachelor ist es auch möglich, mit einem Graduate Certificate oder Graduate Diploma (6 bzw. 12 Monate) einen noch stärker berufsorientierten Abschluss zu machen.
Auf den Bachelor-Abschluss aufbauende Postgraduate-Studien beinhalten eine vertiefende akademische Auseinandersetzung mit einer bestimmten Fachrichtung und führen zu einem Master Degree. Ein Mastertitel oder ein Bachelor (with) Honours degree ist zwingende Voraussetzung für den Einstieg in das forschungsorientierte Doctoral Level mit Abschluss eines Ph.D.
Die acht großen, führenden und forschungsintensiven Universitäten Australiens haben sich zur Group of Eight zusammengeschlossen.

### Undergraduate-Studiengänge
- Bachelor (BA): drei- oder vierjähriges Grundstudium. Die meisten Studenten beenden mit diesem Abschluss ihr Studium.

### Postgraduate-Studiengänge
- Bachelor with Honours (z. B. BA (Hons.)): 1 Jahr mit Vorlesungen und einer wissenschaftlichen Arbeit in der Regel während des gesamten Jahres; 4–5 Jahre inklusive vorangegangenen Bachelor. Ein (With) Honours-Abschluss befähigt direkt zum Ph.D.-Studium.
- Graduate Certificate: ein Semester Kurse
- Graduate Diploma: zwei Semester
- Masters by Coursework: 2–4 Semester (Coursework Studiengänge werden ohne Abschlussarbeit beendet. Sobald die vorgeschriebene Anzahl an Kursen mit entsprechenden Noten abgeschlossen wurden, wird der Titel verliehen)
- Masters by Coursework & Thesis oder Masters by Coursework & Research: 2–6 Semester (Kombination aus Kursbesuchen und eigener Forschung bzw. Abschlussarbeit)

### Postgraduate Research
- Masters by (very high) Research: 4–6 Semester lange Forschungsarbeit.
- Doctoral Level mit Abschluss Ph.D.: 3–5 Jahren Forschungsarbeit.

## Promotion
Im australischen universitären Bildungssystemen ist das Ziel der Dissertation „der hoch qualifizierte Beitrag der fertigen Dissertationsschrift zur aktuellen Forschung“ durchaus mit den europäischen vergleichbar, der Weg dorthin jedoch verschieden.
Ein Doktorat in Australien ist gegenüber deutschen Gepflogenheiten (Lehre + Forschung) eine rein wissenschaftliche Arbeit und ist ein so genanntes Forschungsdoktorat mit einem Ph.D.-Abschluss. Die Promotion gliedert sich in 3 Phasen, wobei die erste Phase die „Ausarbeitung“ ist, die zweite Phase die „Durchführung“ eines Programms sowie die dritte Phase der „Niederschrift“ mit Darlegung des wissenschaftlichen Problems, der Methodik und der wissenschaftlichen Erkenntnis. Die gesamte akademische Arbeit erfolgt sehr selbstständig durch den Promovenden. Die Betreuer des Dissertationsvorhabens beschränken sich ausschließlich auf eine lenkende Funktion. Auftretende Fehler sind erwünscht und werden in wissenschaftlicher Manier ausdiskutiert. Förderlich ist hier auch der Ansatz, dass die Dissertation nicht ausschließlich im Institut stattfindet.
Der Fortgang der Arbeit und die qualitative wissenschaftliche Auseinandersetzung werden zielgerichtet geplant. Nach je einem Drittel der Zeit wird der Stand der Arbeit durch ein Komitee in Form der „confirmation“ sowie des „progress report“ geprüft. Die fertige Dissertationsschrift wird durch zwei anonyme Gutachter bewertet. Die positive Beurteilung bedeutet den erfolgreichen Abschluss der Arbeit.
Dissertationen werden hauptsächlich über Stipendien finanziert, die von der Universität, dem Staat oder durch Forschungseinrichtungen gestellt werden. Die Stipendien dürfen untereinander kombiniert werden und Aufstockungen durch Projektgelder sind möglich. Eine ausschließliche Finanzierung über Projektgelder ist jedoch nicht üblich, da die Unabhängigkeit und Selbstständigkeit der Studierenden bewahrt werden soll. Über die Stipendien hinaus steht allen Studierenden ein jährliches Budget zur Verfügung, das beispielsweise für den Besuch von nationalen Kongressen verwendet werden soll. Die Universitäten fördern zudem den Aufbau von Kontakten, eines wissenschaftlichen Netzwerks, um Perspektiven für die Zukunft zu schaffen.

## Deutsche Studenten
Im Jahr 2021 studierten insgesamt 934 deutsche Studenten an australischen Hochschulen. Davon waren 257 Studenten in einem Bachelor und 209 in einem Master-Kurs eingeschrieben. Weitere 450 Studenten strebten ihre Promotion an. Die restlichen deutschen Studenten zielten auf einen anderen Abschluss ab.

## Universitäten

### New South Wales(NSW)
- Charles Sturt University (CSU), Bathurst
- Macquarie University (MQ), North Ryde (Sydney)
- Southern Cross University (SCU), Coffs Harbour
- University of New England (UNE), Armidale
- University of New South Wales (UNSW), Sydney
- University of Newcastle (NEWCASTLE), Callaghan
- University of Sydney (SYDNEY), Sydney
- University of Technology, Sydney (UTS), Sydney
- University of Wollongong (UOW), Wollongong
- Western Sydney University (WSU), Sydney
- International College of Management (ICMS), Sydney
- Australian Catholic University (ACU), Brisbane, Sydney, Canberra, Ballarat, Melbourne

### Queensland(QLD)
- Bond University (BOND), Gold Coast
- Central Queensland University (CQU), Rockhampton et al.
- Griffith University (GRIFFITH), Gold Coast Campus
- James Cook University (JCU), Townsville
- Queensland University of Technology (QUT), Brisbane
- University of Queensland (UQ), Brisbane
- University of Southern Queensland (USQ), Toowoomba
- University of the Sunshine Coast (USC), Sippy Downs

### South Australia(SA)
- Flinders University (FLINDERS), Adelaide
- University of Adelaide (ADELAIDE), Adelaide
- University of South Australia (UniSA), Adelaide

### Tasmania(TAS)
- University of Tasmania (UTAS), Hobart und Launceston

### Victoria(VIC)
- Deakin University (DEAKIN), Geelong, Melbourne
- La Trobe University (LTU), Albury-Wodonga, Beechworth, Bendigo, Melbourne (Bundoora, City), Mildura, Mount Buller, Shepparton
- Monash University (MONASH), Melbourne et al.
- RMIT University (RMIT), Melbourne
- Swinburne University of Technology (SWINBURNE), Melbourne et al.
- Federation University (BALLARAT), Geelong, Ballarat
- University of Melbourne (MELBOURNE), Melbourne
- Victoria University (VU), Melbourne

### Western Australia(WA)
- Curtin University of Technology (CURTIN), Perth
- Edith Cowan University (ECU), Perth
- Murdoch University (MURDOCH), Perth
- University of Notre Dame Australia (UNDA), Fremantle
- University of Western Australia (UWA), Perth

### Northern Territory(NT)
- Charles Darwin University (CDU), Darwin

### Australian Capital Territory(ACT)
- Australian National University (ANU), Canberra
- University of Canberra (CANBERRA), Canberra